# Raoul des Iles
 (septembre 2022).
Raoul des Iles, né au XIIe siècle et mort le 18 mars 1218, est un bénédictin français, dix-neuvième abbé du Mont Saint-Michel, de 1212 à 1218.
L’élection du successeur de Jordan du Mont fut marquée par un incident qui vit les prétentions de Guillaume d’Otteillé, évêque d’Avranches, fléchir devant les privilèges canoniques de ce couvent. Instruit que le chapitre des moines devait se réunir pour conférer la dignité abbatiale, ce prélat s’empressa, en effet, de se rendre au Mont Saint-Michel pour présider cette assemblée. Informés de ses prétentions, ou peut-être les soupçonnant seulement, les religieux lui défendirent l’entrée de leur monastère jusqu’à ce qu’il eût contracté l’obligation écrite de n’attenter en rien aux droits de la communauté, et affirmé qu’en se rendant au monastère il n’avait d’autre intention que de déposer ses hommages devant l’autel de l’Archange.
Guillaume d’Otteillé se conforma à ces promesses. Libres de toute influence, les moines élevèrent Radulphe des Iles, un de leurs confrères, à la tête de leur couvent. Animé de la même sollicitude que son prédécesseur pour les avantages de sa communauté, Radulphe sut, comme Jordan, acquérir des droits à la vénération et à l’amour de ses religieux. Sous sa prélature, les travaux de réparation et de réédification entrepris par Jordan, achevèrent de faire disparaître toutes les traces du terrible incendie déclenché en 1204 par le duc de Bretagne, Guy de Thouars, l’allié du roi de France Philippe-Auguste, après avoir saccagé, à la tête d’une troupe de Bretons, la ville et massacré les Montois sans considération d’âge ou de sexe, puis livré aux flammes l’abbaye, dont elles réduisirent presque tous les bâtiments en cendres.
L’ensemble d’édifices, fondé par Roger II, connu sous le nom de « La Merveille », attira particulièrement le zèle de Radulphe. Tout ce qu’il renfermait de combustible étant devenu la proie de l’incendie déclenché par les Bretons, les voûtes elles-mêmes avaient considérablement souffert : tout fut habilement réparé. Les parties détériorées du bâtiment recouvrèrent leur solidité primitive par une restauration qui effaça jusqu’aux moindres traces des dévastations bretonnes ; la charpente fut refaite et replacée, ainsi que tous les autres objets dont l’incendie n’avait laissé que des vestiges. Thomas Leroy rapporte même que Radulphe fit complètement réédifier les dortoirs. La fin de ces travaux fut aussi celle de la carrière de Radulphe.